# Melampyrum elatius
Melampyrum elatius är en snyltrotsväxtart som beskrevs av Georges François Reuter och Pierre Edmond Boissier. Melampyrum elatius ingår i släktet kovaller, och familjen snyltrotsväxter. Inga underarter finns listade i Catalogue of Life.